# Iłowica Mała
Iłowica Mała (ukr. Мала Іловиця) – wieś na Ukrainie w rejonie krzemienieckim należącym do obwodu tarnopolskiego.
We wsi urodził się Jakiw Hołowatiuk, znany jako św. Amphiloch Poczajowski.